# Union Sportive du Littoral de Dunkerque
Union Sportive du Littoral de Dunkerque - conhecido por USL Dunkerque - é um clube de futebol francês sediado na cidade de Dunkerque. Atualmente disputa a Ligue 2.

## História
Fundado em 1909 como Stade Dunkerquois, o clube nunca participou da primeira divisão francesa, tendo atuado por mais tempo nas divisões de acesso, tendo vencido a Divisão de Honra de Nord-Pas-de-Calais em 1959–60 e sendo 2 vezes vice-campeão do Championnat National (2019–20 e 2022–23).
Pela Copa da França, seu melhor desempenho foi em 1928–29, quando chegou até a semifinal, sendo eliminado pelo Sète.
O clube manda suas partidas no Stade Marcel-Tribut, com capacidade de 4.200 lugares, e possui como cores oficiais o azul e o branco.

## Elenco atual
2 de fevereiro de 2024}}

Nota: Bandeiras indicam equipe nacional, conforme definido pelas regras de elegibilidade da FIFA. Os jogadores podem ter mais de uma nacionalidade não-FIFA.
| N.º |                 | Posição | Jogador                                                 |
| --- | --------------- | ------- | ------------------------------------------------------- |
| 1   | França          | G       | Lucas Lavallée (emprestado pelo PSG)                    |
| 2   | França          | D       | Alioune Ba                                              |
| 3   | Togo            | D       | Loïc Bessilé                                            |
| 4   | França          | D       | Nehemiah Fernandez-Veliz                                |
| 5   | França          | D       | Rémy Boissier                                           |
| 7   | França          | D       | Yohan Bilingi                                           |
| 8   | França          | M       | Tidiane Keita                                           |
| 9   | França          | A       | Samy Baghdadi                                           |
| 10  | França          | M       | Julien Anziani                                          |
| 11  | Camarões        | M       | François Mughe (emprestado pelo Olympique de Marseille) |
| 13  | Guadalupe       | D       | Junior Senneville                                       |
| 14  | Costa do Marfim | A       | Moussa Guel (emprestado pelo Samsunspor)                |
| 15  | Marrocos        | D       | Achraf Laâziri (emprestado pelo Lyon)                   |
| 16  | França          | G       | Arnaud Balijon                                          |

| N.º |                 | Posição | Jogador                                 |
| --- | --------------- | ------- | --------------------------------------- |
| 18  | França          | A       | Gaëtan Courtet                          |
| 19  | Comores         | D       | Benjaloud Youssouf                      |
| 20  | França          | M       | Enzo Bardeli                            |
| 21  | Costa do Marfim | A       | Armand Gnanduillet                      |
| 22  | França          | D       | Driss Trichard                          |
| 23  | Bélgica         | D       | Bram Lagae (emprestado pelo Gent)       |
| 24  | Guiné           | A       | Elhadj Bah (emprestado pelo Samsunspor) |
| 25  | Costa do Marfim | M       | Jean-Philippe Gbamin                    |
| 26  | Guiné-Bissau    | D       | Opa Sanganté                            |
| 27  | França          | M       | Rayan Ghrieb                            |
| 28  | França          | D       | Demba Thiam                             |
| 29  | Panamá          | M       | Ángel Orelien                           |
| 80  | França          | M       | Gessime Yassine                         |
| 92  | Marrocos        | M       | Aïman Maurer (emprestado pelo Clermont) |

## Títulos
- Division d'Honneur (Nord-Pas-de-Calais): 1959–60